# Rafaela Hillerbrand
Rafaela Hillerbrand (* 1. September 1976 in Gießen) ist eine deutsche Physikerin und Philosophin. Sie ist seit 2015 Professorin für Technikethik und Wissenschaftsphilosophie am Karlsruher Institut für Technologie.

## Leben
Rafaela Hillerbrand erlangte 1995 das Abitur am Hans-Sachs-Gymnasium Nürnberg. Sie studierte von 1995 bis 2001 Physik mit den Nebenfächern Chemie und Strömungsmechanik sowie Philosophie mit dem Nebenfach Politische Wissenschaft an der Friedrich-Alexander-Universität Erlangen-Nürnberg. Dabei schloss sie das Studium mit einem Diplom in Physik und einem Magister in Philosophie ab. Von 1997 bis 1998 verbrachte sie ein Semester an der University of Liverpool für das Fach Physics and Mathematics.
Von 2001 bis 2002 arbeitete Hillerbrand als wissenschaftliche Hilfskraft am Lehrstuhl für Strömungsmechanik der Universität Erlangen-Nürnberg. Von 2002 bis 2005 erhielt sie ein Stipendium der Studienstiftung des Deutschen Volkes, mit dessen Hilfe sie 2003 in Philosophie in Erlangen-Nürnberg promoviert wurde. Sie erhielt 2004 den Lilli-Bechmann-Rahn-Preis der Friedrich-Alexander-Universität Erlangen-Nürnberg. Von 2003 bis 2004 war sie Wissenschaftliche Mitarbeiterin am Lehrstuhl für Theoretische Physik der Universität Münster und von 2006 bis 2008 Research Fellow an der University of Oxford in Großbritannien. 2007 wurde sie in Theoretischer Physik an der Universität Münster promoviert. Von 2009 bis 2012 war sie Juniorprofessorin im Fach Angewandte Technikethik und leitete die Arbeitsgruppe Ethics for Energy Technologies im Human Technology Center (HumTec) an der RWTH Aachen. Im Sommersemester 2010 übernahm sie eine Lehrstuhlvertretung für Wissenschafts- und Technikphilosophie an der Universität Stuttgart. Von 2012 bis 2015 war sie Associate Professor an der TU Delft. Seit 2015 ist sie Professorin für Technikethik und Wissenschaftsphilosophie am Karlsruher Institut für Technologie und widmet sich der Beurteilung komplexer Wissensformen.
2008 wurde Rafaela Hillerbrand erste Preisträgerin des Naturwissenschaftspreies der Ingrid zu Solms-Stiftung. Sie ist seit 2009 Mitglied der Jungen Akademie an der Berlin-Brandenburgischen Akademie der Wissenschaften und der Deutschen Akademie der Naturforscher Leopoldina. 2021 wurde sie in die Deutsche Akademie der Technikwissenschaften (acatech) gewählt. 
Rafaela Hillerbrand ist Mitglied des Kuratoriums der Bundesanstalt für Materialforschung und -prüfung und Mitglied des wissenschaftlichen Beirats der Zeitschrift GAIA.

## Publikationen
- mit S. Roeser: Towards a Third ‘Practice Turn’: An Inclusive and Empirically Informed Perspective on Risk. In: M. Franssen, P. Vermaas, P. Kroes, A. Meijers: Philosophy of Technology after the Empirical Turn, Springer, 2016
- mit S. Roeser, M. Peterson, P. Sandin: Handbook of Risk Theory. Epistemology, Decision Theory, Ethics and Social Implications of Risk. Springer, 2012
- mit S. Roeser, M. Peterson, P. Sandin: Essentials of risk theory. Springer, 2013
- mit C. Reitinger, M. Dumke, M. Barosevcic: A conceptual framework for impact assessment within SLCA. The International Journal of Life Cycle Assessment 16(4), 2011; S. 380–388.
- Order out of Chaos? A Case Study in High Energy Physics. Studia Philosophica Estonica 5(2), 2012; S. 61–78.
- Technik, Ökologie und Ethik. Ein normativ-ethischer Grundlagendiskurs über den Umgang mit Wissenschaft, Technik und Umwelt. Mentis, Paderborn 2008.
- mit M. Ghil: Anthropogenic climate change: Scientific uncertainties and moral dilemmas. In: Physica D. 237, 2008, S. 2132–2138.
- mit J. Bec und M. Cencini: Clustering of heavy particles in random self-similar flow. In: Physical Review E. 75, 2007, 025301(R).
- mit R. Friedrich: Renormalized perturbation theory for Lagrangian turbulence. In: S. Barth, A. Kittel, M. Oberlack, J. Peinke (Hrsg.): Progress in Turbulence. Springer, Berlin 2005.